# Combe de Savoie
Pour les articles homonymes, voir Savoie (homonymie).
La combe de Savoie est une région naturelle et une combe situées dans le département français de la Savoie. Longue d'une quarantaine de kilomètres, elle était autrefois considérée comme un axe de passage stratégique entre les plaines du Pô en Italie et du Rhône en France, mais est désormais devenue principalement touristique et économique.

## Géographie

### Situation
La combe de Savoie se situe approximativement au centre du département de la Savoie, selon une orientation sud-ouest—nord-est. Maillon central du sillon alpin, elle constitue le prolongement septentrional du Grésivaudan peu après Pontcharra en Isère et se termine au niveau d'Albertville. Elle communique avec plusieurs grandes vallées : au nord le val d'Arly via Ugine, au nord-est la vallée de la Tarentaise, au sud-est celle de la Maurienne, au sud avec celles d'Allevard et le Grésivaudan et au sud-ouest avec la trouée des Marches qui mène à Chambéry. Dans sa partie aval, elle inclut le val Gelon et le val Coisin au sud-est de Montmélian. La vallée est arrosée sur tout son long par l'Isère mais elle se situe également au confluent de l'Arly et de l'Arc pour les affluents les plus notables.
La combe est délimitée en rive droite par le massif des Bauges et en rive gauche par les massifs de la Lauzière et des Hurtières, séparés par la confluence avec l'Arc. Parmi la trentaine de communes situées dans la combe de Savoie, l'on retrouve notamment Montmélian, Saint-Pierre-d'Albigny et Albertville. Plusieurs d'entre elles possèdent par ailleurs des vignobles, exposés sur le versant adret du massif des Bauges.
Pour cette raison, elle constitue un nœud de transports important, entre l’autoroute A43 et la nationale N90 d’une part, et entre la ligne de Culoz à Modane (frontière) et la ligne de Saint-Pierre-d'Albigny à Bourg-Saint-Maurice d’autre part.
Elle est traversée par de nombreux véhicules, en raison de la proximité des tunnels routier et ferroviaire du Fréjus et du col du Petit-Saint-Bernard, trois points de passage entre la France et l’Italie ; et de celle de nombreux domaines de sports d’hiver : les Trois Vallées, l’espace Killy, Paradiski, etc.

### Géologie
La combe de Savoie est une combe monoclinale. C'est une plaine alluviale entre deux massifs élevés, creusée par le glacier de l'Isère.

### Climat

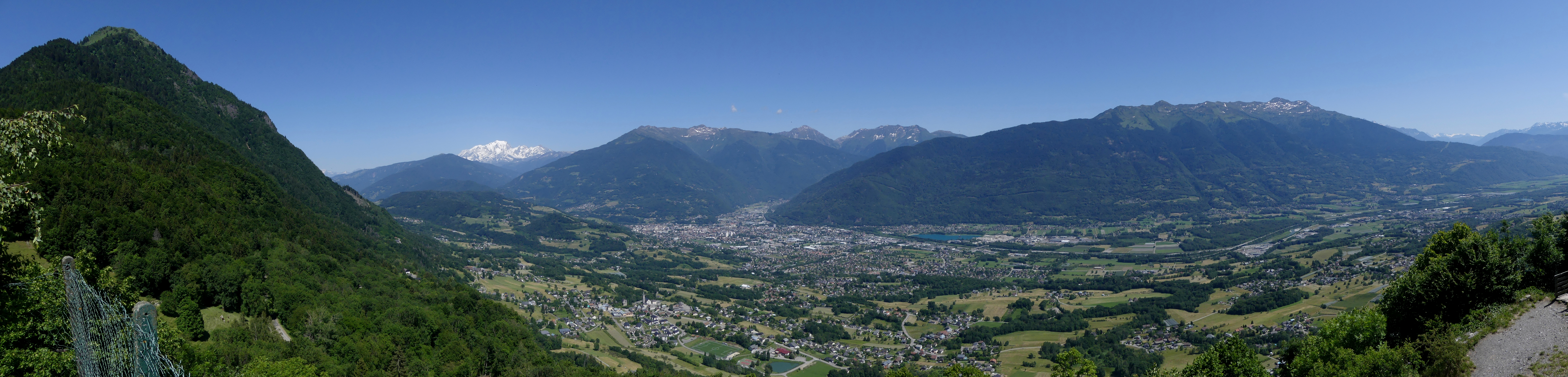
Albertville et la haute combe de Savoie depuis le fort de Tamié.
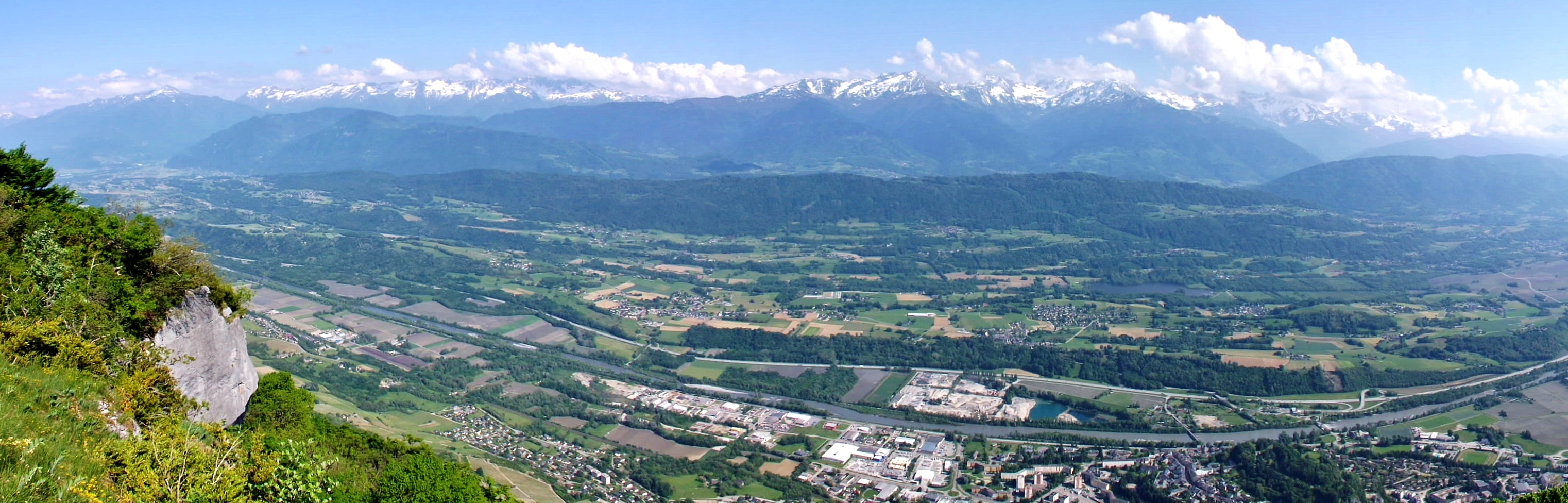
La combe de Savoie depuis la roche du Guet surplombant Montmélian (à droite).

## Histoire
La combe de Savoie est un axe de passage très fréquenté, stratégique de haute importance pour la province de Savoie Propre. La borne milliaire de l'an 285 découverte près de Chignin permet de situer le passage sur le côté est de la combe de Savoie d'une voie romaine qui joignait Vienne à Milan. 
La fertile combe de Savoie abritait sans doute plusieurs agglomérations urbaines, dont l'importance reste mal connue. La station Mantala est probablement à situer près de Saint-Jean-de-la-Porte. Comme son nom actuel l'indique, c'était un lieu de rupture de charge, où la corporation des ratiarii Voludnienses, qui honore Caligula sur une inscription, devait prendre en charge le portage des marchandises entre l'Isère et le Rhône. Figurent aussi Gilly, Saint-Pierre-d'Albigny, Arbin (Mérande) et surtout Châteauneuf où les fouilles d'A. Canal et de Chr. Mermet ont permis de retrouver, au lieu-dit Chante-Grue, un quartier d'habitat, des thermes, un théâtre et un fanum à deux cellae. L'ensemble semble avoir été occupé au moins pendant les quatre premiers siècles de notre ère.
Ce haut lieu de passage sur la route des Alpes fit l'objet par le passé de nombreuses fortifications. Les seigneurs de Miolans, par leur forteresse de Miolans, contrôlaient la majeure partie de ce territoire. D'autres châteaux parcourent ce fond de vallée, notamment à Albertville à l'entrée de la Tarentaise ou celui de Charbonnières (Aiguebelle) verrouillant la Maurienne.

## Tourisme

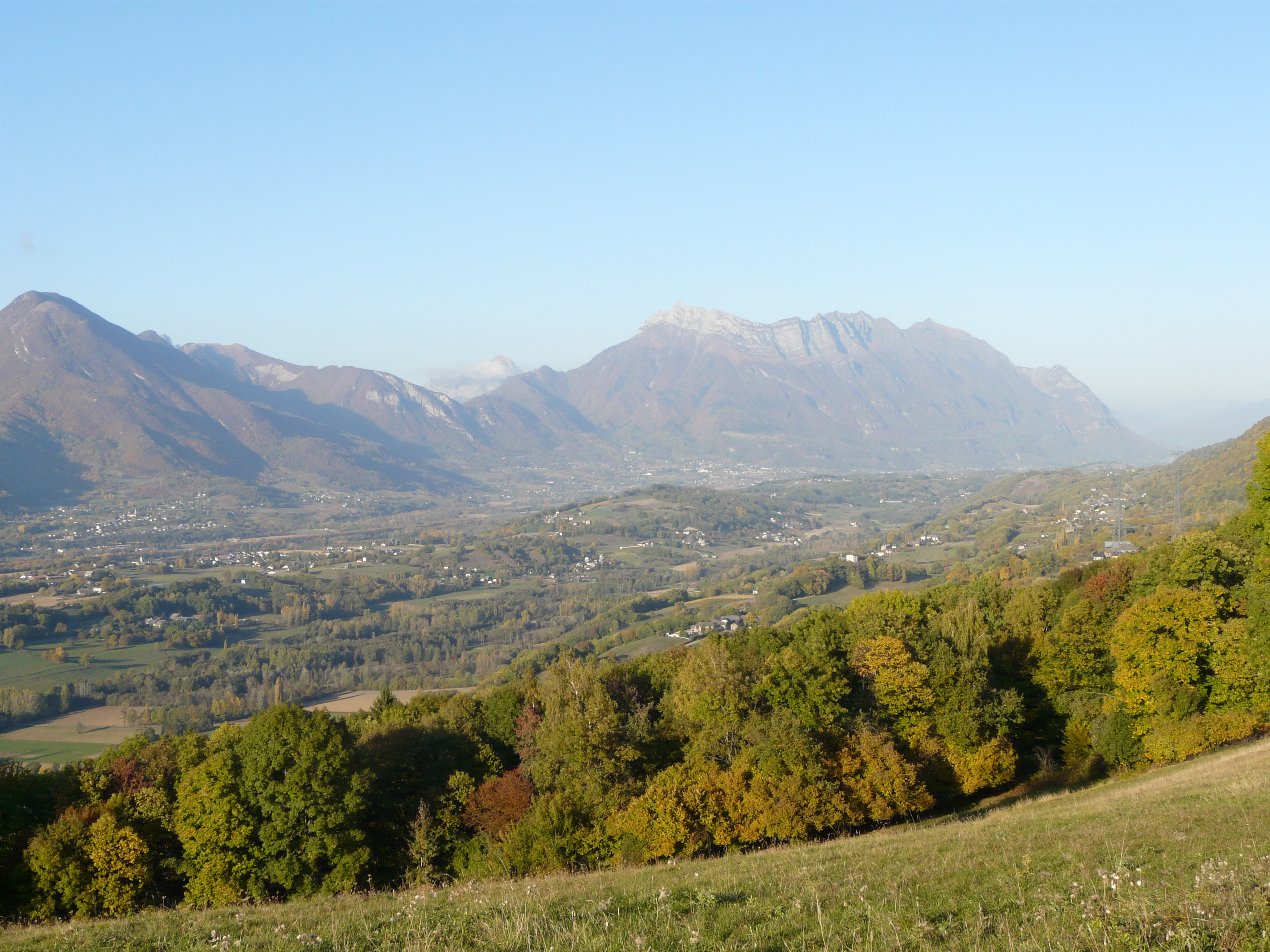
La combe de Savoie au pied du massif des Bauges en arrière-plan avec le val Coisin au premier plan.

Désormais la combe de Savoie a perdu son statut stratégique de défense pour laisser place à un vignoble très apprécié par les amateurs de vin. Cette Route des vins de la combe de Savoie, comme on l'appelle, est une invitation à la dégustation d'une vingtaine de crus (dont 2 A.O.C). La combe de Savoie accueille des circuits labellisés par la Fédération française de cyclisme (FFC). Les VTTistes peuvent ainsi parcourir environ 270 km de piste. On y trouve également plusieurs sites et clubs de parapente. Il n'y a cependant aucun itinéraire cyclotouriste parcourant cette vallée de Chambéry à Albertville rendant ce trajet particulièrement délicat. Il existe une véloroute V62-V63 dite « Bella Via » qui parcourt la vallée : bien balisée d'Annecy à Montmélian et de Chambéry à Myans, il manque juste en 2025 un passage entre Myans et Montmélian.

## Pépinière viticole

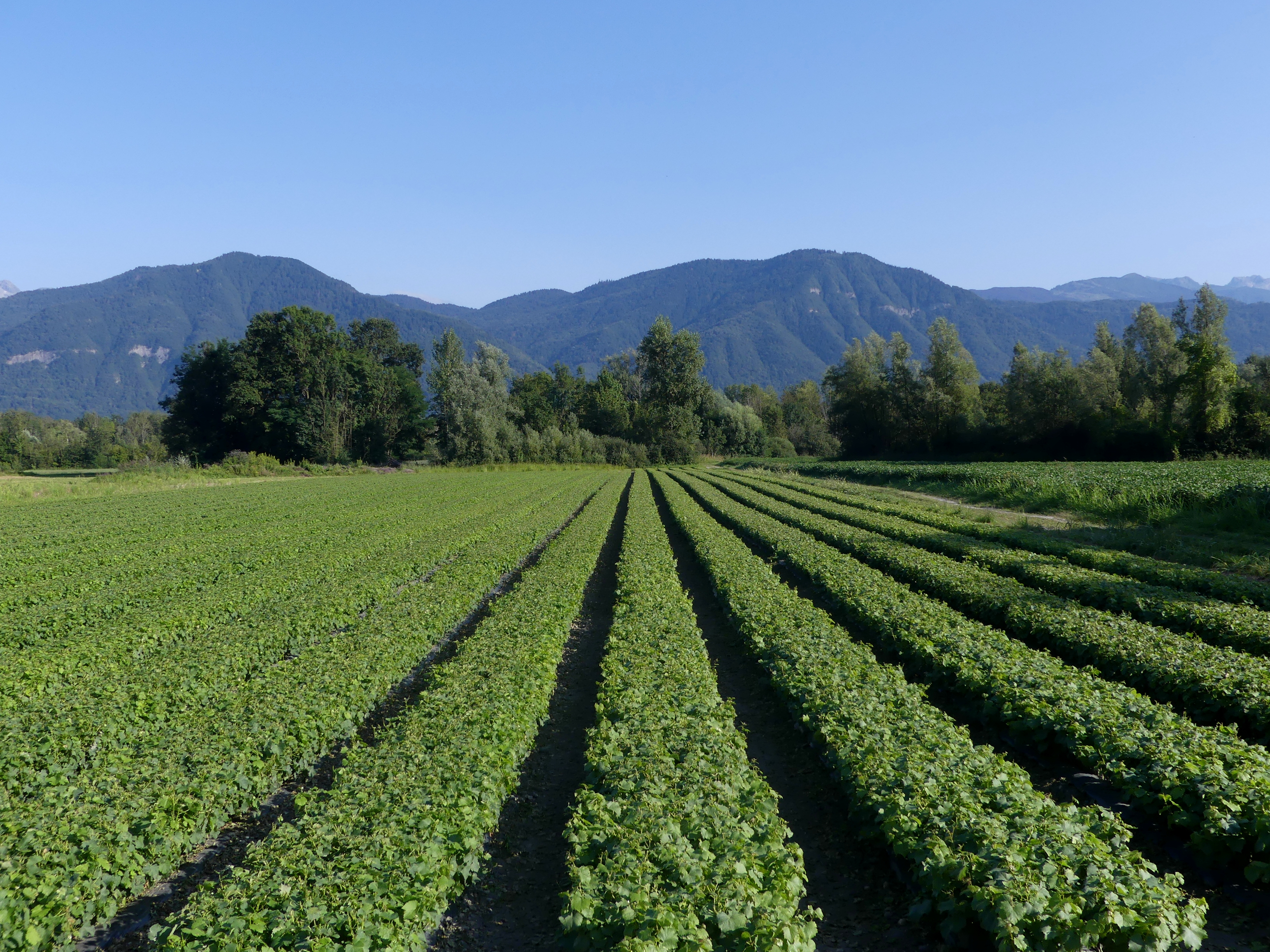
Pépinière viticole à Saint-Pierre-d'Albigny.

La Savoie est le second département producteur en France derrière le Vaucluse. Les pépiniéristes viticoles ont concentré leurs productions dans la combe de Savoie en particulier sur les communes de Fréterive, Aiton et Saint-Pierre-d'Albigny. Le rôle de ces pépinières viticoles est la multiplication des bois et plants de vigne ainsi que leur greffage pour permettre à la vigne de résister au phylloxéra. La production actuelle savoyarde est de 20 millions de pieds par an.
La Champagne absorbe la moitié de la production savoyarde. Viennent ensuite le Bordelais avec 15 % et le Chablis-Sancerrois avec 10 %. La Bourgogne et le Beaujolais, avec chacun 5 %, sont les derniers gros marchés. Les 20 % restants partent soit à l'exportation, soit pour fournir ponctuellement quelques régions viticoles du sud de la France.